# Antonio Gomes de Souza Filho
Antonio Gomes de Souza Filho (Fortaleza, 12 de junho de 1975) é um físico, pesquisador e professor universitário brasileiro.
Comendador da Ordem Nacional do Mérito Científico, membro titular da Academia Brasileira de Ciências e da Academia Cearense de Ciências, Antonio é professor associado do Departamento de Física do Centro de Ciências da Universidade Federal do Ceará (UFC).

## Biografia
Antonio nasceu em Fortaleza, em 1975. Ingressou no curso de física da Universidade Federal do Ceará em 1997, onde também fez mestrado e doutorado sob a orientação de Josué Mendes Filho. Como parte de seu doutorado sanduíche, passou um ano no Instituto de Tecnologia de Massachusetts.
Foi presidente da comissão de área Física da Matéria Condensada e de Materiais da Sociedade Brasileira de Física no período 2010-2014 e atualmente coordena o comitê executivo do programa latino americano de Física (PLAF)-SBF. É membro do comitê assessor de Física e Astronomia do CNPq e do conselho consultivo de nanotecnologia.
Foi pró-reitor de pesquisa e pós graduação da Universidade Federal do Ceará de 2016 a 2019, e tesoureiro da Sociedade Brasileira de Física de 2017 a 2019.
Suas principais linhas de pesquisa são as de espectroscopia Raman ressonante, propriedades eletrônicas e ópticas de sólidos, materiais nanoestruturados e transporte eletrônico.